# Liquide de coupe

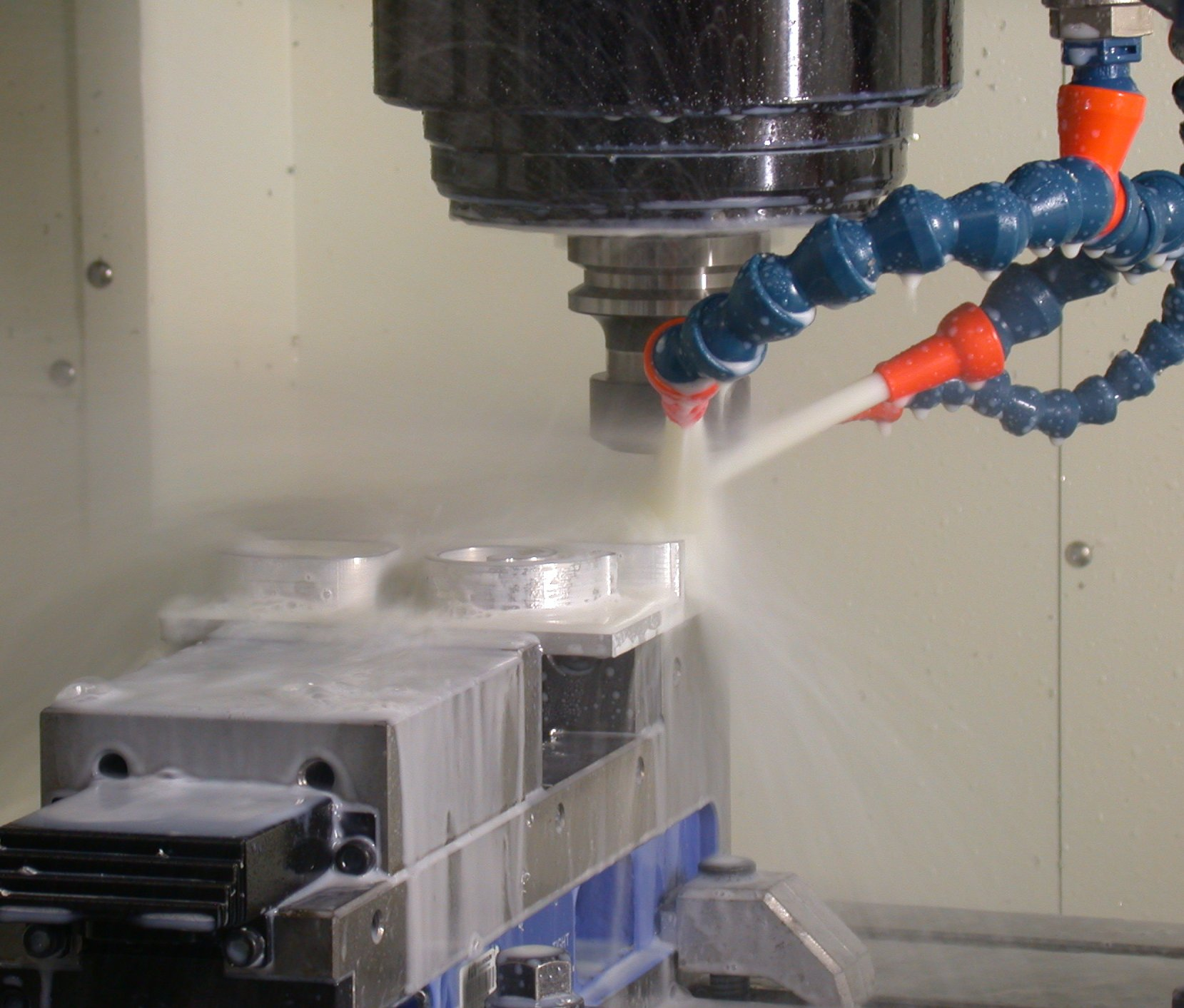
Fraisage d'une paroi mince en aluminium avec utilisation d'un liquide de coupe aqueux arrosant l’arête de coupe.

Un liquide de coupe, et plus généralement un fluide d'usinage, est un liquide refroidissant et lubrifiant conçu spécialement pour le travail et l'usinage des métaux.
Il existe différents types de fluides d'usinage, parmi lesquels on retrouve les huiles, les émulsions, les aérosols, l'air et d'autres gaz. L'utilisation de ces fluides améliore le travail et les procédés d'usinage des matériaux métalliques. Deux exceptions existent cependant : la fonte et le laiton qui sont usinés à sec.
On fait appel à un fluide d'usinage pour :
- Réguler thermiquement une pièce lors du process d'usinage (fonction critique lorsque les tolérances de fabrication sont réduites).
- Lubrifier l'outil coupant pour en maximiser la durée de vie
- Prévenir l'usure de la machine d'usinage utilisée
- Assurer aux opérateurs de bonnes conditions de travail

## Fonctions assurées par les fluides d'usinage

### Maintien en température
Le travail des métaux génère de la chaleur à cause du frottement de l'outil sur la pièce et de l'énergie dissipée par la déformation du matériau. L'air ambiant est un mauvais refroidisseur pour l'outil de coupe car il conduit peu la chaleur (conductivité thermique faible). Un fluide caloporteur permet d'améliorer ce refroidissement.

### Lubrification
En plus du refroidissement les liquides de coupe aident l'usinage en lubrifiant l'interface entre l'outil et le copeau. En diminuant les frottement à cette interface, ils diminuent la création de chaleur. Cette lubrification permet également de prévenir l'adhésion du copeau sur l'outil qui risquerait d'affecter l'usinage.

### Évacuation des copeaux
Dans l'industrie grande série, le liquide de coupe permet également d'évacuer les copeaux de la zone de coupe vers un dispositif de centralisation des copeaux. Cette fonction permet d'éviter des défauts d'aspects sur les pièces et certains rebuts de production.

## Composition des fluides d'usinage
Les fluides d'usinage sont utilisés pour de très nombreuses opérations d'usinage, ce qui explique leurs compositions très variées. Ils sont en général élaborés par des formulateurs (Fuchs, Castrol, TotalEnergies, QuackerHoughton...), qui font appel à de nombreux produits de base (composés type huile minérale, issus de la distillation du pétrole, graisses animales, huiles végétales ou autres matières premières).
Certains de ces liquides sont parfois appelés "Eau de savon". Ils ont un aspect laiteux avec des "yeux" en surface lorsque le mélange eau/huile n'est pas parfait.
On peut distinguer parmi ces fluides :
- les huiles entières
- les fluides de type émulsion
- les fluides type micro-émulsion
- les fluides synthétiques

La différence entre une huile entière, une émulsion et une micro-émulsion est la quantité d'eau et d'huile contenu dans celle-ci. Une huile entière ne contient pas d'eau dans sa formulation. Une émulsion est une huile concentrée mélangée dans l'eau jusqu'à 10 %, une micro-émulsion diluée jusqu'à 5 % et une huile synthétiques ne contient plus d'huile entière.

### Huiles entières
Huiles minérales, additivées ou non. 
Avantages : Grand pouvoir de lubrification, utilisé dans les procédés d'usinage sévères (Brochage)

### Fluides de type émulsion
Les fluides de type émulsion contiennent en général :
- une base type huile minérale ou alkylbenzène
- un émulgateur
- un agent anti-corrosion
- des additifs type extrême pression
- des bactéricides et/ou des fongicides
- des agents anti-mousse
- de l'eau

Ces fluides sont fournis sous forme de concentrés qu'il faut diluer dans l'eau avant emploi (2 à 10 % habituellement).

### Fluides de type micro-émulsion
Leur composition est assez voisine des fluides type émulsion.
Ils comprennent en général :
- une base huile minérale ou alkylbenzène
- un émulgateur anti-corrosion
- des additifs antimousse
- des additifs extrême-pression (non obligatoirement)
- des bactéricides et/ou fongicides
- un solvant
- de l'eau

Ils sont fournis ici encore sous forme de concentrés à diluer dans l'eau (1,5 à 5 %)

## Risques liés aux fluides d'usinage
Au cours de l'usinage, les fluides se chargent non seulement en métaux, plus ou moins solubilisés, mais aussi en composés indésirables (issus de la dégradation thermique du fluide) et, surtout en cas d'utilisation de fluides aqueux, en contaminants biologiques (moisissures, bactéries, etc.).

Les opérations d'usinage émettent des aérosols, dont l'inhalation peut être à l'origine de diverses affections respiratoires. On retrouve en effet dans l'air les composés évoqués ci-dessus,  dont certains sont des cancérogènes  ou des allergisants respiratoires. 

Par ailleurs, le contact cutané avec ces mêmes fluides est susceptible de provoquer des dermatites ou des lésions eczématiformes .

Il convient donc
- de vérifier régulièrement la qualité des fluides utilisés [3],[4]
- d'assainir les postes de travail, à l'aide notamment de ventilations efficaces
- d'éviter tout contact cutané avec ces produits [5]
- suivre l'évolution des bassins d'huile pour éviter le développement de bactéries, champignons, etc.